# Wassy
Wassy é uma comuna francesa na região administrativa da Champanha-Ardenas, no departamento de Haute-Marne. Estende-se por uma área de 33,82 km². Em 2010 a comuna tinha 2 972 habitantes (densidade: 87,9 hab./km²).